# The Melvins

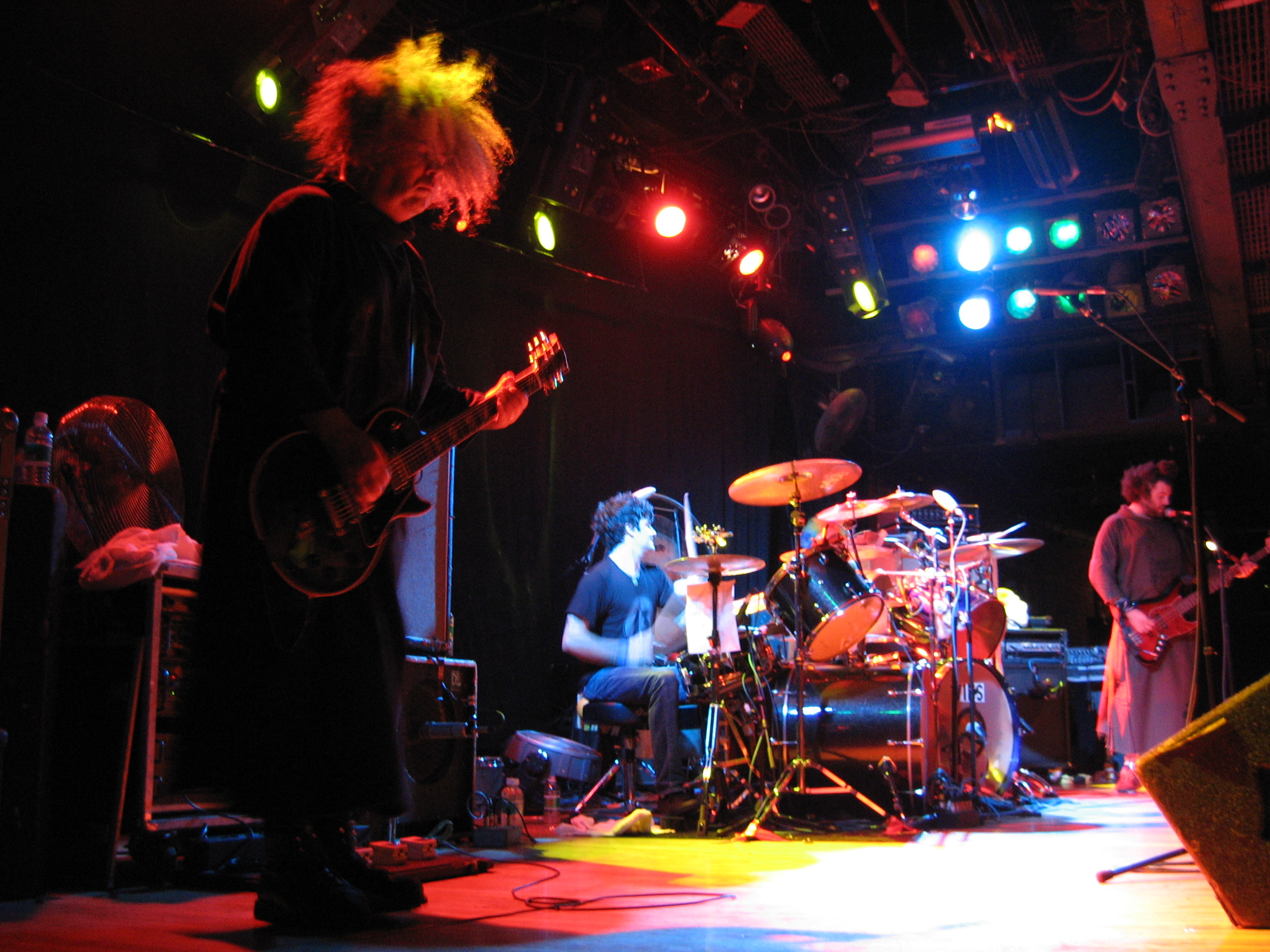
De Melvins in 2006

De Melvins is een Amerikaanse rockgroep die werd opgericht in Montesano in de staat Washington. Zanger-gitarist Buzz Osborne – ook wel King Buzzo genoemd – is het enige permanente bandlid.

## Biografie
De groep bestond aanvankelijk uit Buzz, drummer Mike Dillard en bassist Matt Lukin, die later bij Mudhoney speelde. Dale Crover verving Mike Dillard in 1984. De band heeft altijd moeite gehad een vaste basgitarist te behouden. Momenteel verricht Jared Warren van Big Business het meeste werk als bassist. De oorsprong van de bandnaam is niet geheel bekend, al gaat een van de anekdotes als volgt. Buzz werkte als tiener in een restaurant met een jongen die Melvin heette en de meest gehate collega van het restaurant was. De bandleden vonden Melvin een belachelijke naam en noemden hun band naar hem.
De muziek van de Melvins kan worden beschreven als een mix van post-punk, heavy metal en sludgemetal maar door hun satirische benadering, bizarre gevoel voor humor en bereidheid tot experimenteren is verdere categorisering vrij moeilijk. De Melvins begonnen als hardcore punk band maar verkozen al snel een zo zwaar en sloom mogelijk geluid, vaak ondersteund door absurde teksten. Het geluid van de Melvins had een grote invloed op grunge, een muziekstroming die in de jaren tachtig in en rondom Seattle werd gevormd. De alternatieve gitaarstemming van Soundgardengitarist Kim Tayil heeft hij geleerd van Buzz Osborne.
Naar aanleiding van de doorbraak van de grungemuziek in 1991 kreeg de band een contract aangeboden bij de grote platenmaatschappij Atlantic. Ze brachten drie albums uit op dit label voordat in 1996 de samenwerking werd beëindigd. Sinds het eind van de jaren negentig brengen ze vrijwel al hun werk uit via Ipecac Recordings, het label waarvan Mike Patton mede-eigenaar is.
De band bestaat al ruim 30 jaar, ze toeren nog zeer regelmatig en brengen geregeld nieuw materiaal uit.

## Bandleden
- Buzz Osborne – Gitarist en zanger. Ook wel bekend als King Buzzo. Osborne speelt ook gitaar in Fantômas en Venomous Concept en speelt tweede gitaar op Tool's Salival.
- Dale Crover – Drummer. Hielp zijn vriend Kurt Cobain door een aantal keren bij Nirvana te drummen (Bleach). Ook speelt Crover in Altamont, waar hij zowel zingt als gitaar speelt. Verder drumt Crover in de band Porn (Men Of) en was hij eenmalig drummer van The Obsessed.
- Steven Shane Mcdonald – basgitaar. Naast The Melvins speelde hij ook nog bij de band Red Kross en Off!.

### Voormalige leden
- Mike Dillard: drums
- Matt Lukin: basgitaar
- Lori 'Lorax' Black (dochter van Shirley Temple): basgitaar
- Joe Preston: basgitaar
- Mark Deutrom: basgitaar
- Kevin Rutmanis: basgitaar

De Melvins gaan voorlopig met een serie gastbassisten optreden. Zo speelde Trevor Dunn (bekend van onder meer Mr. Bungle en Fantômas) onlangs basgitaar tijdens een aantal optredens in het Verenigd Koninkrijk.

## Discografie
- 1986 – 6 Songs
- 1986 – Six Songs
- 1987 – Gluey Porch Treatments
- 1989 – Ozma
- 1990 – 10 Songs
- 1991 – Your Choice Live Series Vol.12
- 1991 – Bullhead
- 1991 – Eggnog
- 1992 – Salad of a Thousand Delights (video)
- 1992 – King Buzzo (EP)
- 1992 – Dale Crover (EP)
- 1992 – Joe Preston (EP)
- 1992 – Lysol (ook 'Melvins')
- 1993 – Houdini
- 1994 – Your Choice Live Series
- 1994 – Prick
- 1994 – Stoner Witch
- 1996 – Stag
- 1997 – Singles 1-12
- 1997 – Honky
- 1998 – Alive at the F*ckerclub
- 1999 – The Maggot
- 1999 – The Bootlicker
- 1999 – Gluey Porch Treatments (heruitgave incl. demo's)
- 2000 – The Crybaby
- 2001 – Electroretard
- 2001 – Colossus of Destiny (live)
- 2002 – Millennium Monsterwork 2000 (met Fantômas)
- 2002 – Hostile Ambient Takeover
- 2003 – 26 Songs
- 2003 – Melvinmania: The Best Of The Atlantic Years 1993-1996
- 2004 – Neither Here Nor There (boek & verzamel-cd)
- 2004 – Pigs of the Roman Empire (met Lustmord)
- 2004 – Never Breathe What You Can't See (met Jello Biafra)
- 2005 – Mangled Demos from 1983
- 2005 – Sieg Howdy (met Jello Biafra)
- 2006 – Houdini Live 2005: A Live History of Gluttony and Lust
- 2006 – A Senile Animal
- 2008 – Nude With Boots
- 2009 – Chicken Switch
- 2009 – Pick Your Battles
- 2010 – The Bride Screamed Murder
- 2011 – Endless Residency
- 2011 – Sugar Daddy Live
- 2012 – The Bulls & The Bees
- 2012 – Freak Puke
- 2013 – Everybody Loves Sausages
- 2013 – Live at Third Man Records
- 2013 – Tres Cabrones
- 2014 – Hold It In
- 2016 – Three Men and a Baby (met Mike Kunka)
- 2016 – Basses Loaded
- 2017 – A Walk with Love and Death
- 2018 – Pinkus Abortion Technician
- 2021 – Working With God